# BBC TV Europe
 (novembre 2020).
Si vous disposez d'ouvrages ou d'articles de référence ou si vous connaissez des sites web de qualité traitant du thème abordé ici, merci de compléter l'article en donnant les références utiles à sa vérifiabilité et en les liant à la section « Notes et références ».
BBC TV Europe était une chaîne de télévision britannique de la BBC à destination de l'Europe continentale diffusée par satellite et câble de 1987 au 10 mars 1991.

## Histoire de la chaîne
Le 11 mars 1991, la chaîne est remplacée par BBC World Service Television (BBC WSTV).

## Programmes
Le programme de BBC TV Europe était composé d'un mélange d'émissions de BBC One et BBC Two diffusées au Royaume-Uni, ainsi que du journal télévisé national Six O'Clock News incluant le service d'informations régionales depuis Londres. Quand un programme de BBC One ne pouvait être diffusé sur BBC TV Europe pour des raisons de droit, il était remplacé par un programme de BBC Two.